# فيرولا أمونياكوم
فيرولا أمونياكوم (بالإنجليزية: Ferula ammoniacum)‏ أو دوريما الأمونياكوم (Dorema ammoniacum)، المعروف أيضًا باسم أوشاك (Oshac) أو أوساك (Ussaq) هو نوع من النباتات المزهرة من عائلة خيمية، موطنه إيران وتركمانستان وأفغانستان وباكستان. وهو مصدر الصمغ العربي الأمونياك (gum ammoniac). 